# Чорний тюльпан (літак)
Чорний тюльпан — неофіційна назва військово-транспортного літака, що використовувався для перевезення тіл загиблих на війні солдат. Вперше назву з такою метою використано під час війни Радянського Союзу в Афганістані (1979—1989 роки) для літака Ан-12. Назва використовується неофіційно донині для позначення літаків, що виконують подібну функцію під час військових конфліктів.

## Історія назви
З урахуванням можливих втрат одному з деревопереробних підприємств у Ташкенті було дане завдання робити труни для солдат. Згодом підприємство перейменували у похоронне бюро під назвою «Чорний тюльпан». Тоді хтось з військовослужбовців дав таку ж назву літакові Ан-12. Літаком з Афганістану тіла загиблих (8-15) відправлялись до Ташкенту, а потім за місцем проживання загиблого. Зазвичай вантаж супроводжували офіцер підрозділу, де служив загиблий, або друг, що був у бою поряд із товаришем під час його загибелі.

## Пам'ять
- Назва для військовослужбовців є синонімом трагедії та смерті.
- «Чорний тюльпан» згадується в армійській творчості та творчості радянських та російських артистів (наприклад, пісня «Чорний тюльпан» О. Розенбаума).